# Pałac Bydgoszcz
Klub Sportowy Pałac Bydgoszcz to stowarzyszenie kultury fizycznej zarejestrowane w 1982 roku w Bydgoszczy. Założycielem i pierwszym prezesem klubu był Jerzy Dworski.
Prowadzi szkolenia sportowe w zakresie piłki siatkowej kobiet. Jest społeczną i samorządową organizacją sportowo-wychowawczą uczniów, nauczycieli, rodziców i działaczy sportowych. Klub sportowy Pałac jako jednostka samodzielna, posiada wyłączne prawo kontynuowania szkolenia zespołów objętych szkoleniem w zakresie piłki siatkowej kobiet.
W klubie funkcjonują następujące grupy szkoleniowe: seniorki, juniorki, juniorki młodsze, młodziczki:
- KS Pałac Bydgoszcz – Liga Siatkówki Kobiet
- Pałac II WSG Bydgoszcz – II liga

Klub roztacza także opiekę patronacką nad klasami sportowymi o profilu siatkówki, funkcjonującymi w bydgoskim Pałacu Młodzieży a zlokalizowanymi w Sportowej Szkole Podstawowej nr 31, Gimnazjum Sportowym nr 6, Gimnazjum nr 11 i Liceum Ogólnokształcącym nr 8 w Bydgoszczy.
W klubie wychowano ponad 20 reprezentantek Polski w różnych kategoriach wiekowych. Prezesem klubu jest Edwin Warczak. Osobą odpowiedzialną za sekcje młodzieżowe jest Waldemar Sagan, menedżer zespołu seniorek, a w przeszłości trener.

## Sekcje sportowe

### KS Pałac Bydgoszcz
KS Pałac Bydgoszcz – kobieca drużyna siatkarska uczestnicząca w rozgrywkach Ligi Siatkówki Kobiet.

### Pałac II WSG Bydgoszcz
Pałac II WSG Bydgoszcz – kobieca drużyna siatkarska uczestnicząca w rozgrywkach II ligi, grająca pod egidą klubu Pałac i Wyższej Szkoły Gospodarki w Bydgoszczy (stąd skrót WSG w nazwie).